# Autorski pregled
Autorski pregled (Author’s review), vrsta pregleda. Sadrže cjelovit i kritički prikaz nekog područja i među njima i autorove radove. U članku mogu biti i još neobjavljeni rezultati koji ne čine temelj članka. Podliježe recenziji.